# Distretto di Kranuan
Il distretto di Kranuan (in thailandese: กระนวน) è un distretto (amphoe) della Thailandia, situato nella provincia di Khon Kaen.